# Deuropener

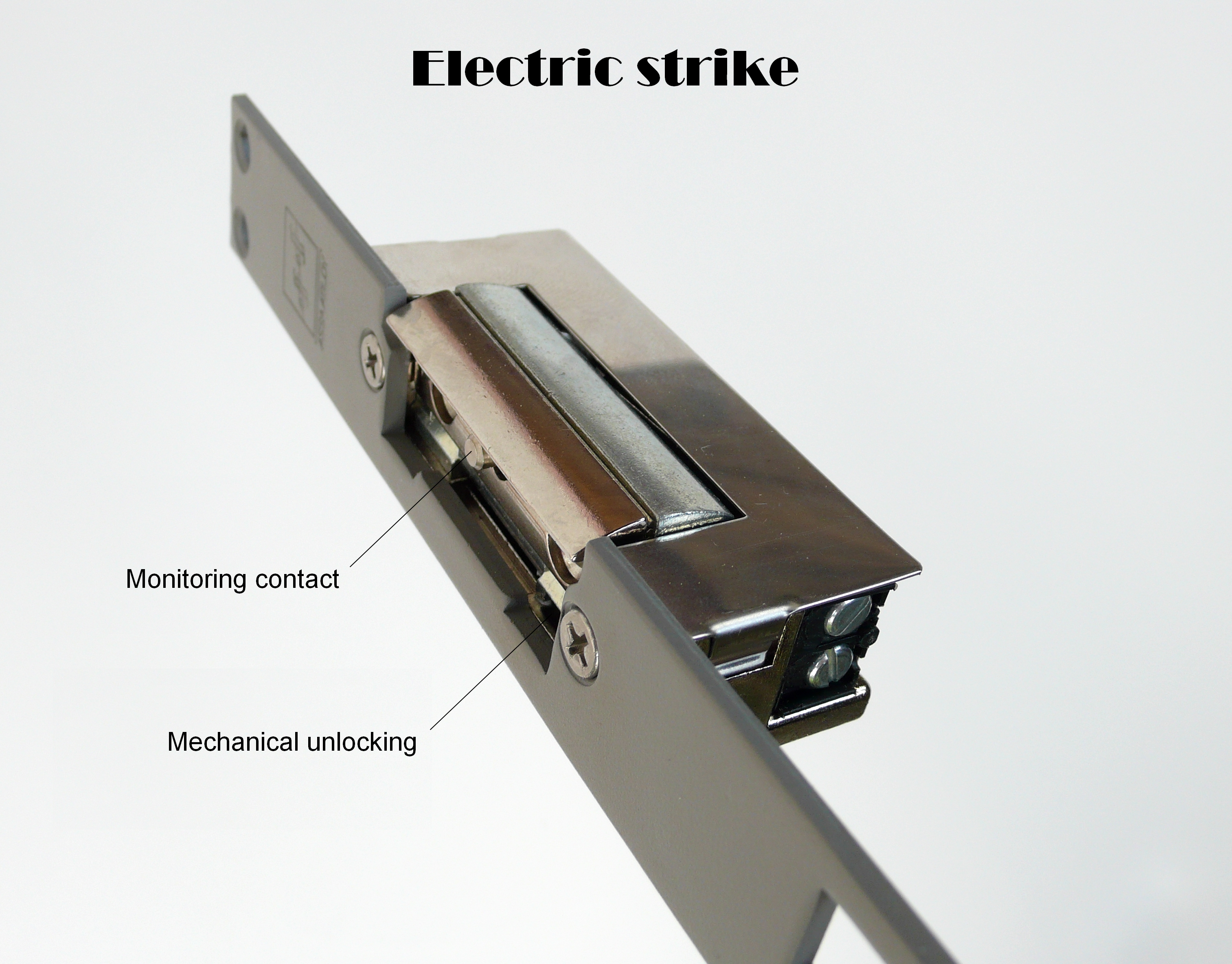
Elektrische deuropener voorzien van een terugmeldschakelaar

Een deuropener is een elektrisch apparaat om deuren op afstand te ontgrendelen. De deuropener vervangt hierbij de vaste sluitplaat die in het kozijn is bevestigd. Met elektrische spanning wordt een elektromagneet aangestuurd welke de dagschoot van het mechanisch slot vrijgeeft. Een deuropener is soms uitgevoerd met een terugmeldschakelaar om te signaleren of de deur gesloten is.
De aansturing van een deuropener kan middels:
- Arbeidsstroomprincipe (spanningsloos vergrendeld): De schoot van het deurslot wordt ontgrendeld als er elektrische stroom gaat lopen en is het mogelijk de deur te openen. In tegenstelling tot ruststroom kan bij stroomuitval de deur niet geopend worden.
- Ruststroomprincipe (spanningsloos ontgrendeld): De schoot van het deurslot wordt door een kleine stroom (de ruststroom) vastgehouden. Bij een stroomonderbreking of stroomuitval wordt het deurslot ontgrendeld en  kan de deur geopend worden. Dit wordt vooral bij brandmeldinstallaties toegepast. Bij een calamiteit valt de spanning weg en worden alle deuren automatisch ontgrendeld waardoor vluchtroutes vrijkomen.

Deuropeners worden vaak toegepast in combinatie met een toegangscontrolesysteem of een huistelefooncentrale.